# Hilde Weissner
Pour les articles homonymes, voir Weissner.
Hilde Weissner, née Hildegard Margot Helene Weißbrodt le 3 juillet 1909 à Stettin en Poméranie prussienne (aujourd'hui en Pologne) et morte le 30 mai 1987 à Braunau am Inn, est une actrice allemande qui fit ses débuts au théâtre en 1929 et joua au cinéma dans de nombreux films à partir de 1932.

## Biographie
Le père de Hilde Weissner était juriste et sa mère concertiste de chant. Lorsque son père mourut en 1922, la famille dut restreindre son train de vie et en 1927 déménagea à Hambourg. C'est là que naquit la vocation théâtrale de la jeune fille. Elle fait ses débuts dans Marie Stuart de Schiller au théâtre Schiller d'Altona. Suivent alors deux années d'engagement au Schauspielhaus de Hambourg. Elle est engagée ensuite au Deutsches Theater de Prague (aujourd'hui l'Opéra d'État de Prague), en 1932 et l'année suivante au théâtre Schiller de Berlin et Gustaf Gründgens la fait travailler ensuite au Staatstheater de Prusse de Berlin, jusqu'en 1939.
Hilde Weissner joue rapidement des rôles principaux au cinéma. Elle interprète des femmes au caractère fort, sûres d'elles-mêmes et elle est avantagée par un physique de belle jeune femme blonde. Elle interprète parfois des rôles de femmes calculatrices comme dans Der mann, der Sherlock Holmes war (L'Homme qui était Sherlock Holmes) (1937) et dans le film d'Heinz Rühmann, Lauter Lügen (1938), elle est la rivale de Hertha Feiler.
Après la guerre, elle joue à nouveau au théâtre à Hambourg et ouvre en 1950 un salon de couture. Elle travaille un peu pour la télévision, mais se consacre plutôt à l'enseignement théâtral.
Elle épouse en premières noces l'acteur Lothar Müthel, dont elle a une fille Viola (1935), puis en deuxièmes noces, le journaliste de radio Gerd Ribatis dont elle a un fils Dieter (1941). Ensuite son époux, le compositeur Peter Holm meurt au front.
Elle est enterrée au cimetière d'Ohlsdorf à Hambourg.

## Filmographie partielle
- 1933 : Les Finances du grand-duc
- 1934 : Pappi
- 1934 : Was bin ich ohne Dich
- 1934 : Lockvogel
- 1934 : Der Maulkorb
- 1936 : Les Vaincus (Traumulus) de Carl Froelich
- 1936 : Das Schloß in Flandern de Géza von Bolváry
- 1940 : Les Rothschilds
- 1940 :  Trenck (sur la vie de Frédéric de Trenck)
- 1949 : Tromba
- 1966 - 1967 : La Vengeance de Siegfried (Die Nibelungen) d'Harald Reinl (film en deux parties)
- 1974: Derrick: Waldweg (Chemin à travers bois)
- 1978: Derrick: Abendfrieden (L'erreur)
- 1979 : C'est mon gigolo (Schöner Gigolo, armer Gigolo)